# Eupompha histrionica
Eupompha histrionica är en skalbaggsart som beskrevs av Horn 1891. Eupompha histrionica ingår i släktet Eupompha och familjen oljebaggar. Inga underarter finns listade i Catalogue of Life.